# Cosme II d'Alexandria
|  | Aquest article tracta sobre el patriarca copte d'Alexandria. Si cerqueu el patriarca greco-ortodox d'Alexandria, vegeu «Cosme III de Constantinoble». |

Cosme II va ser el papa d'Alexandria i patriarca de la seu de Sant Marc (copte) entre 851 i 858.